# Lijst van rijksmonumenten in Erichem
De plaats Erichem telt 10 inschrijvingen in het rijksmonumentenregister. Hieronder een overzicht.
| Object                                                                                     | Oorspronkelijke functie? | Bouwjaar                                               | Architect | Locatie              | Coördinaten?                  | Nr.?   | Afbeelding                     |
| ------------------------------------------------------------------------------------------ | ------------------------ | ------------------------------------------------------ | --------- | -------------------- | ----------------------------- | ------ | ------------------------------ |
| Sint-Joriskerk                                                                             | Kerk en kerkonderdeel    | 13e eeuw (toren) 14e eeuw (bovenbouw) 16e eeuw (schip) |           | Binnenstraat 1       | 51° 54' 1" NB, 5° 20' 60" OL  | 11417  | Meer afbeeldingen              |
| T-huis                                                                                     | Boerderij                | tweede kwart 19e eeuw                                  |           | Binnenstraat 3       | 51° 54' 0" NB, 5° 21' 1" OL   | 11418  | Meer afbeeldingen              |
| Hoeve op T-vormige plattegrond                                                             | Boerderij                | 17e eeuw                                               |           | Erichemseweg 41      | 51° 53' 58" NB, 5° 20' 60" OL | 11419  | Hoeve op T-vormige plattegrond |
| Gelesteyn                                                                                  | Boerderij                | 17e eeuw                                               |           | Erichemsekade 14     | 51° 53' 22" NB, 5° 19' 24" OL | 11420  | Gelesteyn                      |
| Boerderij met gepleisterd woongedeelte, dat met de stal een T-vormige plattegrond uitmaakt | Boerderij                | midden 19e eeuw                                        |           | Erichemseweg 3       | 51° 54' 10" NB, 5° 20' 40" OL | 11421  | Meer afbeeldingen              |
| Boerderij met gepleisterde gevels en rieten wolfdak                                        | Boerderij                | mogelijk 18e eeuw                                      |           | Erichemseweg 28      | 51° 53' 58" NB, 5° 20' 55" OL | 11422  | Meer afbeeldingen              |
| Kleine, gepleisterde boerderij onder rieten schilddak                                      | Boerderij                | mogelijk 18e eeuw                                      |           | Erichemseweg 34      | 51° 53' 57" NB, 5° 20' 57" OL | 11423  | Meer afbeeldingen              |
| Boerderij met jaarankers                                                                   | Boerderij                | 1720 (jaartal)                                         |           | Erichemseweg 58      | 51° 53' 54" NB, 5° 21' 3" OL  | 11425  | Meer afbeeldingen              |
| Lingestein: T-boerderij met middenlangsdeel                                                | Boerderij                | 17e eeuw                                               |           | Erichemsekade 18     | 51° 52' 60" NB, 5° 19' 49" OL | 523094 | Meer afbeeldingen              |
| Lingestein: T-boerderij met middenlangsdeel en bijschuur en hek                            | Boerderij                | 18e eeuw                                               |           | Erichemsekade bij 18 | 51° 52' 59" NB, 5° 19' 49" OL | 523095 | Meer afbeeldingen              |